# Pierre Even

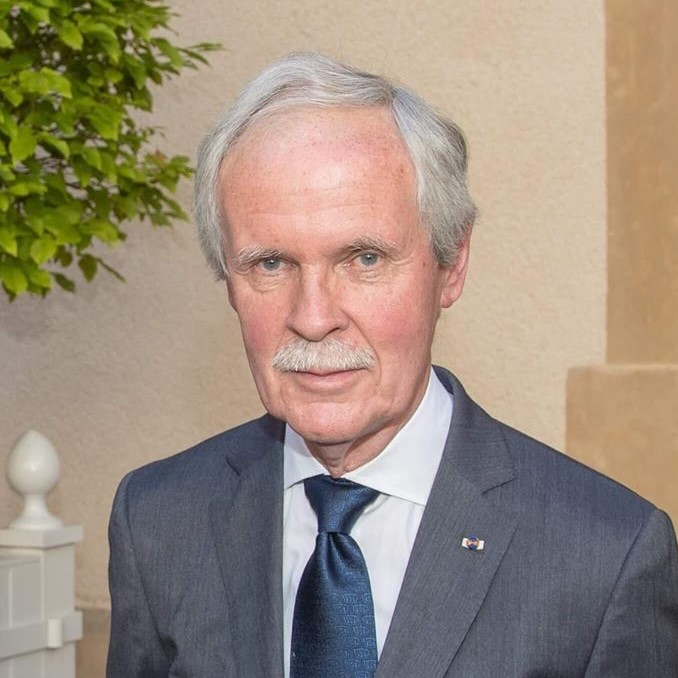
Pierre Even, 2018

Pierre Even (* 4. Dezember 1946 in Wiesbaden) ist ein luxemburgischer Rechtsanwalt, Komponist und Historiker.

## Leben
Seine Vorfahren stammen aus Beaufort (Luxemburg) und Metz (Frankreich). Er studierte von 1959 bis 1965 in Wiesbaden Klavier und ab 1964 Komposition (bei Karl-Wilhelm Brühl). Von 1966 bis 1973 folgte in Frankfurt, Würzburg und Mainz das Studium der Rechtswissenschaft, besonders auch der Rechtsgeschichte, sowie von 1969 bis 1973 in Mainz Kirchenmusik (bei Diethard Hellmann).
Seit 1966 zahlreiche Aufführungen von Orchestermusik, Kammermusik und geistlicher Musik in Deutschland, Luxemburg, Belgien, Frankreich, den USA, Brasilien und China, darunter die Liederzyklen "Heimatlos" (2007) und "Du bist wie eine Blume" (2009) sowie "Selige Sehnsucht" nach Goethe (2012), "Tango para los oídos" (2005), Dithyrambus für Streicher (1966), Trio für Flöte, Klarinette und Fagott (2001), Neuf caractères pour violon et piano (2004), Sonate für Violoncello und Klavier (2004), Trio für Violine, Violoncello und Klavier (2013), "Nassau oblige" für Holzbläser-Quartett (2008), verschiedene Werke für Orgel (seit 1966), Chorwerke (seit 1971), zwei Kantaten (1971/1972), Pastorale für vier Posaunen (2002), Fanfare "Sino-Lux" für Blechbläser (2010). Aufnahmen auf CD.
Nach ortsgeschichtlichen Studien in den 1970er Jahren (Luxemburg und Nassau) seit 1987 Forschungen und zahlreiche Veröffentlichungen zur Geschichte des Hauses Nassau bzw. des Hauses Luxemburg-Nassau, auch historische Ausstellungen. 1984 Ernennung zum korrespondierenden Mitglied der Historischen Sektion des Großherzoglichen Instituts Luxemburg, 1985 Berufung in die Historische Kommission für Nassau, seit 2010 Großherzoglich Luxemburgischer Hausarchivar, ab 2017 Direktor des Großherzoglichen Hausarchivs.

## Veröffentlichungen (Auswahl)
- Zwei Lehenerklärungen der Herrschaft Befort von 1467 und 1500.  In: Hémecht.  Luxembourg.  Jg. 38 (1986), H. 2, S. 249–255.
- Die Reise des Prinzen Nicolas zu Nassau nach St. Petersburg und Moskau zur Krönung des Zaren Alexander II. In: Bad Emser Hefte, Nr. 99 (1991), S. 3–34.
- Adolph, Herzog zu Nassau, Großherzog von Luxemburg: ein Lebensbild. In: Adolph, Herzog zu Nassau, Großherzog von Luxemburg: 1817–1905: eine Ausstellung der Hessischen Landesbibliothek Wiesbaden. Wiesbaden: Hessische Landesbibliothek, 199, S. 11–64. (Verzeichnisse und Schriften der Hessischen Landesbibliothek Wiesbaden; 1)
- Die Fürsten zu Nassau-Weilburg: politische Herrschaft im 18. Jahrhundert. In: Bad Emser Hefte, Nr. 100 (1993), S. 3–30.
- Dynastie Luxemburg-Nassau: von den Grafen zu Nassau zu den Großherzögen von Luxemburg: eine neunhundertjährige Herrschergeschichte in einhundert Biographien. Luxemburg, Schortgen, 2000, Luxemburg, V. Bück, 383 S.
- Nassau oblige: Musicalia aus der Großherzoglichen Hofbibliothek Schloß Berg gewidmet den Herrschern und Herrscherinnen der Häuser Nassau und Luxemburg (in Zusammenarbeit mit Pierre Even; unter Mitarbeit von Gast Mannes): eine Ausstellung der Hessischen Landesbibliothek Wiesbaden. Wiesbaden: Hessische Landesbibliothek, 2008, 143 S.
- Das Haus Nassau bis zu den Großherzögen von Luxemburg. Werl: Börde-Verlag, 2009, 48 S.
- Das Haus Oranien-Nassau bis zu den Königen der Niederlande. Werl: Börde-Verlag, 2009, 48 S.
- Marie Adelheid von Luxemburg-Nassau; Luxemburg (éditions Saint-Paul), 2019; 192 S.; ISBN 978-99959-2-039-5

## Auszeichnungen
- Großoffizier des Militär- und Zivildienst-Ordens Adolphs von Nassau
- Offizier des Verdienstordens des Großherzogtums Luxemburg
- Ritter des Ordens der Eichenkrone
- Ritter des Konstantinordens